# Causes i antecedents de la Revolució Francesa
La Revolució Francesa s'inicia a França l'any 1789. Constitueix a Europa el primer esglaó d'una cadena revolucionària que transformarà, durant el segle xix, les seves bases socials i polítiques, enderrocarà l'Antic Règim i inaugurarà el sistema lliberal.
Les principals causes i antecedents de la Revolució Francesa són les següents:

## Les contradiccions socials
La França en la qual esclata la Revolució tenia profundes contradiccions socials. De forma oficial, predominava l'esquema de societat estamentària, basada en el privilegi i la desigualtat davant la llei. D'aquest ordre, ja vell, se'n beneficiaven la noblesa i el clergat, que volien preservar les seus innumerables avantatges.
El tercer estament, no privilegiat, estava constituït per la immensa majoria de la nació, aproximadament el 90% (uns 26 milions d'habitants). Aquest estament estava compost per la burgesia i les classes populars urbanes i camperoles. Sobre ells requeien els impostos i les càrregues amb les que el país se sostenien. En canvi, no gaudien de privilegis per part de l'Estat.
Aquesta contradicció social, convertirà a la burgesia en principal protagonista del moviment revolucionari. Es pot sintetitzar d'aquesta manera: Una petita minoria, representada pel clergat (unes 120000 persones), i la noblesa (unes 400000), posseïa vells privilegis, mentre que la seva funció en la vida nacional dequeia per moments. La situació era, doncs, insostenible, la contradicció flagrant.
En realitat, els canvis econòmics que havia produït el capitalisme comercial fan que la burgesia posseeixi un gran poder econòmic que no es veu compensat en el terreny polític. D'aquí el seu desig d'aconseguir aquesta participació i fou la burgesia el cap de aquestes revolucions.

## La crisi de l'estat
Per altra banda existia una crisi d'Estat. França era una monarquia absoluta, encarnada per un rei de dret diví i un Estat fortament centralitzat, tal com s'havia concebut durant el regnat de Lluís XIV. Però a l'alçada del 1789 s'havia quedat enrere en la seva evolució, enfront de les profundes transformacions socials que s'havien esdevingut. L'aparell administratiu i judicial s'havia fet vell.
La crisi estatal es traduïa en crisi econòmica. Aquesta venia determinada per les enormes despeses de la Cort, la inhàbil administració de molts anys i les elevades càrregues ocasionades per les freqüents guerres.
Anualment les despeses superaven en un 20% als ingressos de la Hisenda pública. La monarquia estava arruïnada. Les solucions donades al dèficit crònic van empitjorar la situació, al centrar-les no en una profunda reforma fiscal, sinó en el recurs creixent als préstecs. Aquesta crisi econòmica serà el detonant que determinarà l'esclat revolucionari.
No s'adequava a la realitat d'un país en creixement. Era, doncs, necessària una profunda reforma i d'això n'era conscient el mateix rei. Però ni Lluís XVI era la persona adequada per portar-la a terme, ni els elements privilegiats, la noblesa i el clergat, es van mostrar a l'altura de les circumstàncies.
En resum, França era un país ric, el més poblat d'Europa, amb els seus 29 milions d'habitants, sobre el que regia un Estat vell i pobre.

## Les noves ideologies
Finalment, la contribució ideològica de la Il·lustració i l'Enciclopèdia s'encarregava de subratllar les contradiccions, i de denunciar i criticar l'estat de la situació que la realitat mostrava.
En la societat francesa triomfaven les idees proclamades pels intel·lectuals de l'època. Això era indiscutible cap al 1770. Les idees de llibertat i d'igualtat havien penetrat el teixit social i, sobretot, en la burgesia rica i il·lustrada, que se sentia injustament desplaçada pel vell ordre.
Les idees revolucionàries circulaven amb tota facilitat i gran acceptació a la França de Lluís XVI i constituïen l'element que corcava els fonaments socials i polítics de l'Antic Règim. Els filòsofs carregaven contra un ordre que jutjaven irracional.
En aquesta crítica eren bàsiques les teories de Montesquieu i Rousseau que defensaven el principi de la separació de poders i el de la sobirania nacional amb la igualtat de tots els ciutadans davant de la llei.
Tot estava preparat perquè es produís l'assalt revolucionari.